# Gustav Spamer
Gustav Spamer (* 21. November 1871 in Alzey; † 30. Dezember 1946 in Roßdorf) war Präsident der Oberrechnungskammer und des Verwaltungsgerichtshofs des Volksstaats Hessen.

## Familie
Seine Eltern waren der Kreisrat Adolf Spamer (1834–1920) und dessen Frau Amalie, geborene Weigand.
Gustav Spamer heiratete 1901 Rosa Trapp (1881–1974), Tochter des Kommerzienrats Karl Trapp.

## Karriere
Nach dem Studium der Rechtswissenschaft begann er eine Karriere in der Verwaltung des Großherzogtums Hessen und war 1897 Regierungsassessor, 1899 Amtmann beim Kreis Friedberg. 1906 wechselte er als Ministerialsekretär zum Ministerium des Innern nach Darmstadt, arbeitete dort als ständiger Hilfsarbeiter und wurde zum Regierungsrat befördert. 1916 wechselte er als Kreisrat zum Kreis Offenbach, wo er – wie alle Kreisräte im Land – 1917 zum Kreisdirektor heraufgestuft wurde. Die Novemberrevolution und der Wechsel zur Republik 1918 berührten seine Stellung nicht. 1923 übernahm er als Staatsrat wieder eine Stelle im Ministerium des Innern und wurde dort 1924 Ministerialdirektor. 1929 wurde er Präsident der Oberrechnungskammer. 1937 ging er in den Ruhestand.
Er war Mitglied der Studentenverbindung Karlsruhensia Heidelberg.

## Weitere Engagements
- 1902 Kommissar für die Feldbereinigung in der Provinz Oberhessen[7]
- 1908 Mitglied des Technischen Oberprüfungsamtes[8]
- 1910 Stellvertretendes ständiges Mitglied des Landesversicherungsamtes[9]
- 1911 Ständiges Mitglied des Landesversicherungsamtes (im Nebenamt)[10]
- 1916 Mitglied des Verwaltungsgerichtshofs in Darmstadt, ab 1929 dessen Präsident[11]